# Чекан-Тамак
Чекан-Тамак (баш. Сәкәнтамаҡ) — село в Шаранском районе Республики Башкортостан Российской Федерации. Входит в состав Нижнезаитовского сельсовета. 

## География

### Географическое положение
Село находится в западной части района неподалёку от реки Ик, у границы с Азнакаевским районом Татарстана. Расстояние до:
- районного центра (Шаран): 33 км,
- центра сельсовета (Нижнезаитово): 3 км,
- ближайшей ж/д станции (Туймазы): 33 км.

## Этимология
Название произошло от названия местности, которое состоит из гидронима «Сәкән» и слова «тамаҡ» (устье). Деревня имела и другое имя — Кулчубаево.

## История
Деревня основана не позднее 1742 года, когда по договору башкир Киргизской волости в неё было припущено 5 семей ясачных татар и тептярей. Население деревни пострадало от Пугачёвского восстания. Ещё несколько татар было припущено в 1782 году.
По V ревизии 1795 года было учтено 7 башкир, 13 ясачных татар и 7 тептярей (всего 27 человек), в 1816 году было припущено ещё 18 душ ясачных татар сроком на 90 лет. По преданиям, с середины XVIII века жители занимались добычей медной руды для Шаранского медеплавильного завода. Башкиры деревни в 1798—1865 годах находились в военном сословии, принадлежа 4-й юрте 12-го башкирского кантона.
В конце 1865 года — деревня Чекан-Тамакова 3-го стана Белебеевского уезда Уфимской губернии, 23 двора и 94 жителя (55 мужчин, 39 женщин), из них 56 башкир и 38 татар. Имелись мечеть и водяная мельница.
В 1896 году в деревне Чекан-Тамак Заитовской волости VI стана Белебеевского уезда — 32 двора и 181 житель (90 мужчин, 91 женщина), мечеть и хлебозапасный магазин.
По описанию, данному в «Оценочно-статистических материалах», деревня находилась на небольшом склоне к юго-востоку, неподалёку от реки Ик, также была речка Чекан-Елга (Кучем-Елга) и озеро Зирик-Ичи-Куль в пойме реки Ик. Надел припущенников находился к востоку от деревни (усадьба увеличилась за счёт выгона, а пашня — за счёт леса), а государственных крестьян — к юго-западу, по обеим сторонам реки Ик (то есть частично в Бугульминском уезде). У них пашня увеличилась за счёт выгона и лугов, а луга — за счёт кустарника (в пойме реки Ик), который частью был совсем вырублен. У припущенников был дровяной лес на склоне возвышенности и кустарник по речке Чекан-Елга. Поля были по склонам на юго-восток и северо-запад, до 1 версты от селения. Почва — чернозём с примесью песка. Жители деревни отдавали гулевых лошадей на выпас башкирам деревни Заитово, платя 60 копеек за лето с головы и ещё 40 копеек пастуху. Припущенники деревни занимались пчеловодством.
В 1906 году в деревне Чекан-Тамаковой было 38 дворов и 216 человек (110 мужчин, 106 женщин), мечеть, хлебозапасный магазин, бакалейная лавка и водяная мельница.
По данным подворной переписи, проведённой в уезде в 1912—13 годах, деревня Чекмень-Тамак-Колчубай (Чекан-Тамак) входила в состав Чекан-Тамакского сельского общества Заитовской волости. В ней имелось 13 хозяйств государственных крестьян из татар, где проживало 83 человека (43 мужчины, 40 женщин), а также 27 хозяйств башкир-припущенников (из них 10 без надельной земли), в которых проживало 163 человека (84 мужчины, 79 женщин). Количество надельной земли составляло 325,1 казённых десятин (из неё 59,15 сдано в аренду), в том числе 208 десятин пашни и залежи, 11 десятин усадебной земли, 8 десятин выгона, 35 — сенокоса, 24 десятины леса и 39,1 — неудобной земли. Также 28,52 десятины было арендовано. Посевная площадь составляла 117,65 десятины, из неё 47,75 десятины занимала рожь, 24 — овёс, 13,06 — просо, 10,75 — греча, 10,25 — пшеница, 8,25 — полба, остальные культуры (горох, картофель и конопля) занимали 3,59 десятины. Из скота имелась 61 лошадь, 79 голов КРС, 197 овец и 18 коз. 1 хозяйство держало 5 ульев пчёл. 4 человека занимались промыслами.
В годы революции деревня пострадала от действий белочехов и банды «Чёрного орла».
В 1920 году по официальным данным в деревне той же волости было 42 двора и 239 жителей (116 мужчин, 123 женщины), по данным подворного подсчета — 159 тептярей в 25 хозяйствах, 88 ясачных людей в 17 хозяйствах и 9 украинцев в 2 хозяйствах. К 1925 году число хозяйств увеличилось до 45.
В 1926 году деревня относилась к Аднагуловской укрупнённой волости Белебеевского кантона Башкирской АССР.
К 1922 году деревня вошла в состав Нижнезаитовского сельсовета.
В 1930 году в деревнях Нижнезаитово и Чекан-Тамак создан колхоз «Борьба», в 1933 году разукрупнённое хозяйство нашей деревни получает имя «Кучем-Елга», в 1935 году вместе с деревней Красная Горка создан колхоз имени Фрунзе.
По переписи 1939 года в деревне Чикан-Тамак Нижне-Заитовского сельсовета Шаранского района числилось 350 человек (165 мужчин, 185 женщин). В 1952 году зафиксирована как село Чекан-Тамак.
В 1959 году в селе Нижнезаитовского сельсовета было 314 жителей (145 мужчин и 169 женщин). В 1970 году в деревне жило 366 человек (177 мужчин, 189 женщин).
В 1979 году в селе проживал 301 житель (143 мужчины, 158 женщин). В 1989 году — 187 человек (87 мужчин, 100 женщин).
В 2002 году — 142 человека (68 мужчин, 74 женщины), башкиры (81 %).
В 2010 году — 78 человек (39 мужчин, 39 женщин).

## Население
| 2002 | 2009 | 2010 |
| ---- | ---- | ---- |
| 142  | ↘109 | ↘78  |

## Инфраструктура
Село электрифицировано и газифицировано, есть кладбище. До недавнего времени действовали фельдшерско-акушерский пункт и сельский клуб. Село входит в состав СХП «Закир», однако производственных объектов нет.